# ارمکی (قوبا)
ارمکی (به ترکی آذربایجانی: Ərməki) یک منطقه مسکونی در جمهوری آذربایجان است که در شهرستان قوبا واقع شده است. ارمکی ۱۵۸۲ نفر جمعیت دارد.